# Thierry Stevaux
Thierry Stevaux, né le 14 juin 1956, est un ancien joueur de tennis professionnel belge.

## Carrière
Il a joué avec l'équipe de Belgique de Coupe Davis 16 matchs (10 en simple et 6 en double) entre 1977 et 1982 dans le groupe européen.
En simple, il a remporté 2 matchs sur le circuit ATP en 1981. Le premier à Bruxelles face à Thierry Tulasne et le second à Sofia face au Bulgare Asen Dichkov.
En double, il a remporté le tournoi de Bruxelles en 1980 avec l'Américain Steve Krulevitz face aux Américains Eric Fromm et Cary Leeds, après avoir battu ses compatriotes Bernard Boileau et Alain Brichant en demi-finale. En 1982, il s'impose au tournoi Challenger de Porto avec Libor Pimek.
Dans les années 1990, il est professeur de tennis à Charleroi et Odrimont.

## Palmarès

### Titre en double messieurs
| No | Date       | Nom et lieu du tournoi                   | Catégorie | Dotation | Surface      | Partenaire      | Finalistes            | Score    |  |
| -- | ---------- | ---------------------------------------- | --------- | -------- | ------------ | --------------- | --------------------- | -------- |  |
| 1  | 09-06-1980 | Tournoi de tennis de Bruxelles Bruxelles |           | 50 000 $ | Terre (ext.) | Steve Krulevitz | Eric Fromm Cary Leeds | 6-3, 7-5 |  |

## Parcours dans les tournois duGrand Chelem

### En simple
| Année | Open d'Australie | Open d'Australie | Internationaux de France | Internationaux de France | Wimbledon | Wimbledon | US Open | US Open |
| ----- | ---------------- | ---------------- | ------------------------ | ------------------------ | --------- | --------- | ------- | ------- |
| 1980  | —                | —                | 1er tour (1/64)          | Marko Ostoja             | —         | —         | —       | —       |

N.B. : à droite du résultat se trouve le nom de l'ultime adversaire.

### En double
| Année | Open d'Australie | Open d'Australie | Internationaux de France    | Internationaux de France | Wimbledon | Wimbledon | US Open | US Open |
| ----- | ---------------- | ---------------- | --------------------------- | ------------------------ | --------- | --------- | ------- | ------- |
| 1981  | —                | —                | 1er tour (1/32) A. Brichant | A. Maurer W. Popp        | —         | —         | —       | —       |
| 1982  | —                | —                | 1er tour (1/32) W. Hampson  | M. Günthardt B. Sisson   | —         | —         | —       | —       |
| 1983  | —                | —                | 1er tour (1/32) W. Hampson  | C. Strode M. Strode      | —         | —         | —       | —       |

N.B. : le nom du ou de la partenaire se trouve sous le résultat ; le nom des ultimes adversaires se trouve à droite.